# Michael Spindelegger
Michael Spindelegger (Mödling, 21 de diciembre de 1959) es un político austriaco. Durante el gobierno de Werner Faymann se desempeñó como Ministro de Relaciones Exteriores entre 2008 y 2013 y como Ministro de Finanzas entre 2013 a 2014; adicionalmente, ostentó el cargo de vicecanciller entre 2011 y 2014. Spindelegger además fue líder del Partido Popular Austriaco (ÖVP) entre 2011 y 2014. En agosto de 2014, de manera inesperada, abandonó todos sus cargos de carácter político. Desde 2016 se desempeña como director general de la organización, con sede en Viena, International Centre for Migration Policy Development (Centro Internacional para el Desarrollo de Políticas Migratorias, ICMPD).

## Primeros años y vida personal
Spindelegger nació en Mödling, Baja Austria. Su padre Erich, trabajador de ferrocarriles y líder sindical, fue alcalde de Hinterbrühl, un suburbio de Viena, y representó al distrito de Mödling en el Concejo Nacional del Parlamento austriaco. Concurrió a la escuela en Hinterbrühl (1965–1969) y al Keimgasse gymnasium en Mödling (1969–1977). Entre 1977 y 1978 sirvió un año en las Fuerzas Armadas de Austria, siendo entrenado como oficial de reserva. En 1978 ingresó a estudiar Derecho en la Universidad de Viena y recibió un doctorado en 1983. Durante sus estudios, se unió a una fraternidad de estudiantes católicos del grupo Cartellverband. Spindelegger está casado y tiene dos hijos.